# Президентські вибори у США 1972
Президентські вибори в США 1972 року проходили 7 листопада. Демократична партія висунула Джорджа Макговерна, який стояв на крайній антивоєнної платформі, проти президента-республіканця Річарда Ніксона. Однак, Макговерн не був для демократів своєю людиною і не мав широкої партійної бази. Ніксон же заявляв, що ось-ось буде підписано перемир'я у В'єтнамській війні та сміявся над опонентом як радикалом. У результаті виборів Ніксон здобув більш ніж переконливу перемогу з перевагою в 23,2 % від загального числа голосів виборців.

## Вибори

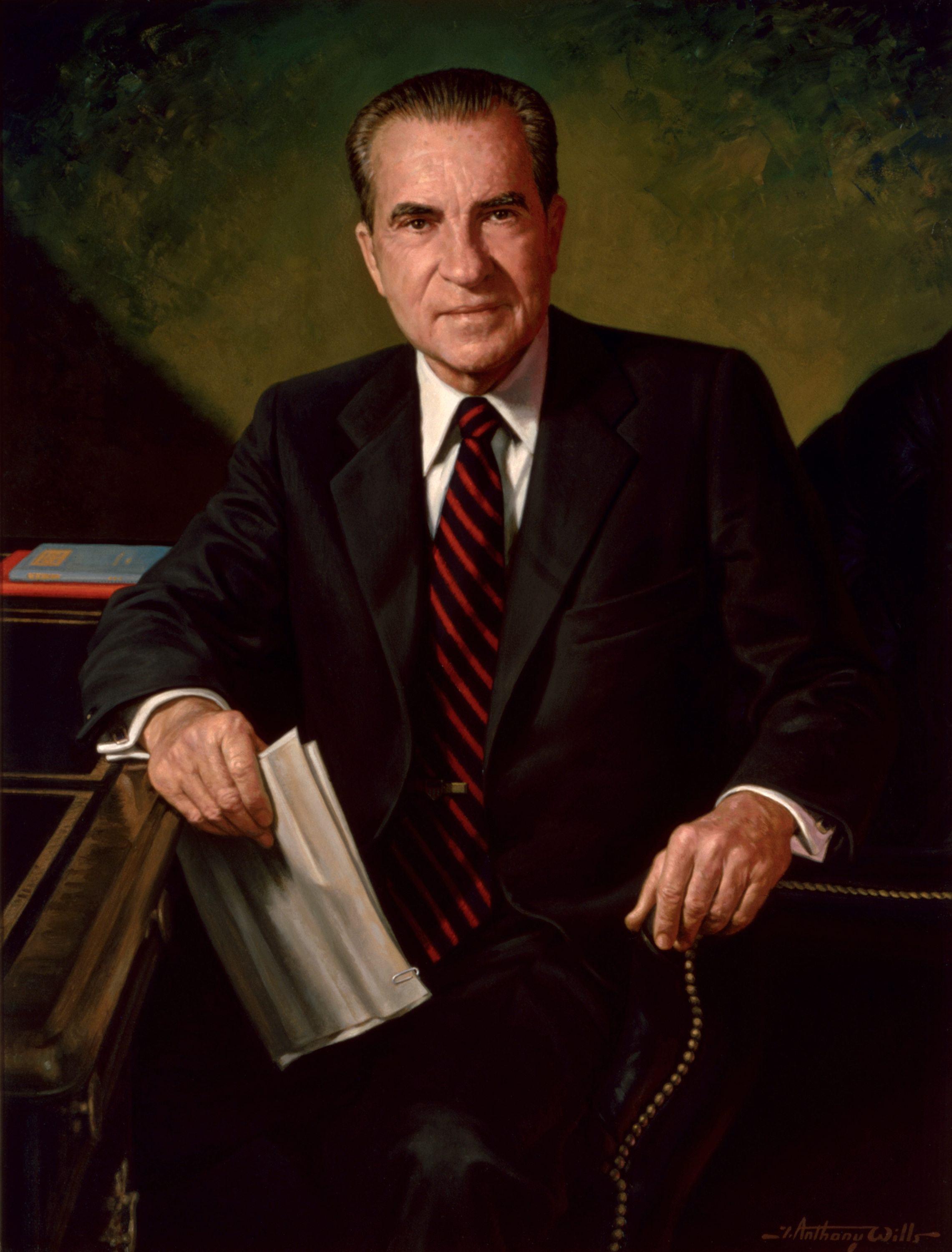
На виборах 1972 року Річард Мілхауз Ніксон був переобраний президентом США.

### Кампанія
Джордж Макговерн йшов на вибори з антивоєнною платформою та пропозицією встановити гарантований мінімум доходу для бідних. Однак, його кампанія значно постраждала через скандал з його первинним висуванням у віцепрезиденти. Крім цього, його погляди, висловлені під час кампанії висунення по Демократичній партії, віддалили від нього багатьох великих партійних діячів. На цьому тлі республіканці успішно зобразили Макговерна як напівбожевільного радикала.
Ніксон проводив передвиборну кампанію з агресивною політикою стосовно потенційних супротивників. Його південна стратегія, яка полягала в ослабленні тиску на десегрегацію шкіл та інших федеральних зусиль щодо зняття расових обмежень, привернула як північних робітників, так і жителів півдня.
Прийнята 1971 року 26-а поправка до Конституції США дозволила голосувати, починаючи з 18 років, що збільшило загальну кількість виборців та знизило їх вік. Однак, це призвело до низького рівня активності виборців: лише 55 % потенційних виборців брало участь у виборах. Річард Ніксон переконливо переміг кандидата від демократів.

### Результати
| Кандидат              | Партія                        | Виборці    | Виборці | Виборники |
| Кандидат              | Партія                        | Кількість  | %       | Виборники |
| --------------------- | ----------------------------- | ---------- | ------- | --------- |
| Річард Мілгауз Ніксон | Республіканська партія        | 47 168 710 | 60,7 %  | 520       |
| Джордж Макговерн      | Демократична партія           | 29 173 222 | 37,5 %  | 17        |
| Джон Хосперс          | Лібертаріанська партія        | 3 674      | 0,0 %   | 1 (a)     |
| Джон Шмітц            | Американська незалежна партія | 1 100 868  | 1,4 %   | 0         |
| Лінда Дженнес         | Соціалістична робоча партія   | 83 380     | 0,1 %   | 0         |
| Бенджамін Спок        | Народна партія                | 78 759     | 0,1 %   | 0         |
| інші                  |                               | 135 414    | 0,2 %   | 0         |
| Усього                | Усього                        | 77 744 027 | 100 %   | 538       |

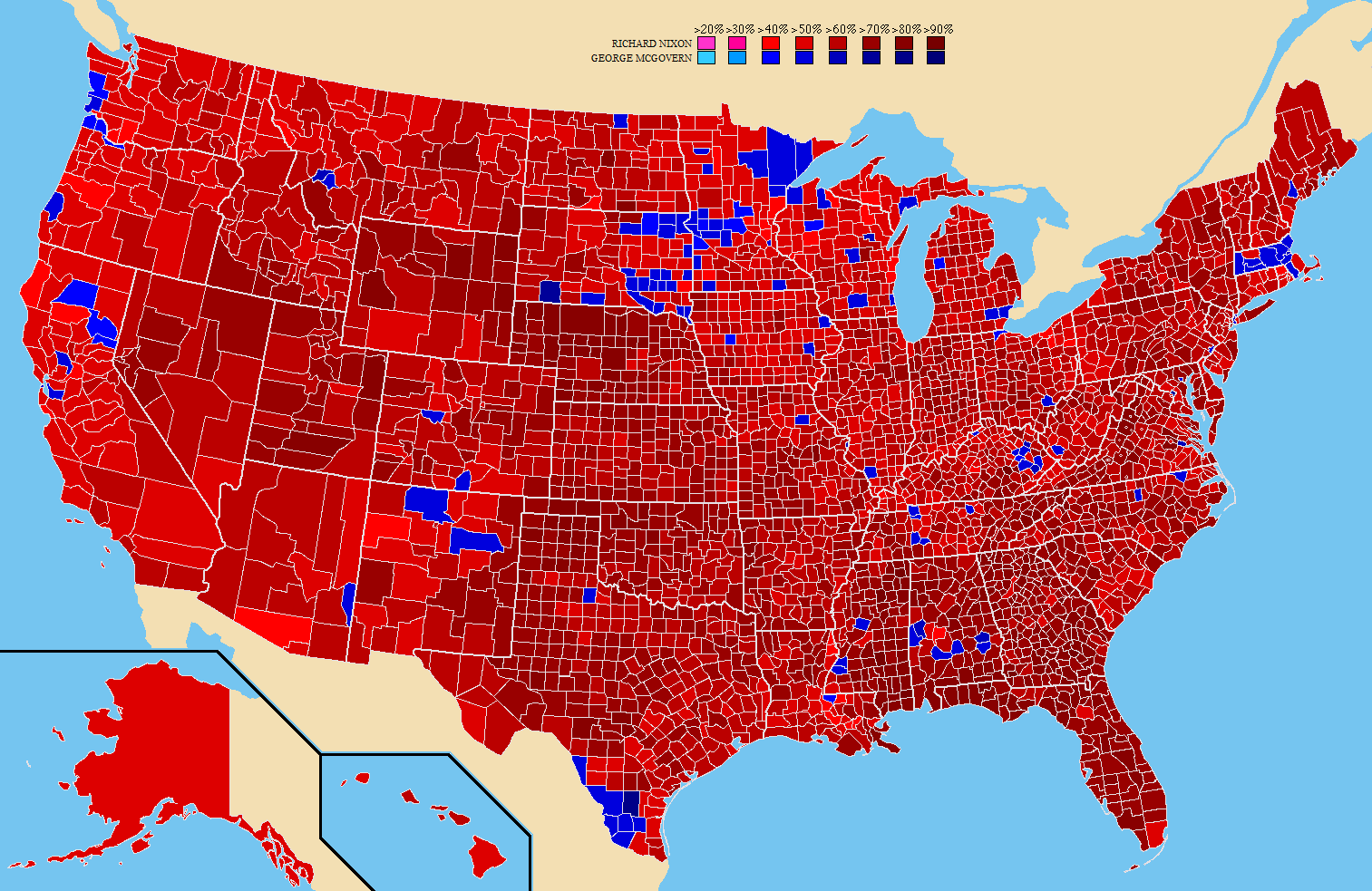
Результати виборів у округах.
Річард Ніксон
Джордж Макговерн

- (а)  один з виборників замість того, щоб проголосувати за Ніксона відповідно до рішення виборців його штату, порушив свою обіцянку та опустив бюлетень за Лібертаріанця Джона Хосперса.